# Torsåkers distrikt, Ångermanland
Torsåkers distrikt är ett distrikt i Kramfors kommun och Västernorrlands län. Distriktet ligger omkring Torsåker och Prästmon på västra sidan av Ångermanälven i södra Ångermanland. Kramfors-Sollefteå flygplats ligger i distriktets södra del. Närmsta tätort är Nyland i Ytterlännäs distrikt, strax söder om distriktet. 

## Tidigare administrativ tillhörighet
Distriktet inrättades 2016 och utgörs av Torsåkers socken i Kramfors kommun.
Området motsvarar den omfattning Torsåkers församling hade 1999/2000.

## Tätorter och småorter
I Torsåkers distrikt finns en småort men inga tätorter. 

### Småorter
- Prästmon